# Serder Serderov
Serder Moekailovitsj Serderov (Russisch: Сердер Мукаилович Сердеров, Lezgisch: Сердер Мукаилан хва Сердеров) (Machatsjkala, 10 maart 1994) is een Russisch betaald voetballer die speelt als aanvaller bij Slavia Sofia.

## Clubcarrière
Serder Serderov verliet op jonge leeftijd zijn geboortestad Machatsjkala om in de hoofdstad te gaan voetballen bij de topclub CSKA Moskou. Op 10 juli 2012 haalde Anzji Serderov terug voor een onbekend bedrag.
Op 31 oktober 2012 maakte Serderov z'n debuut voor Anzji in de competitiewedstrijd tegen Spartak Moskou. Hij viel in na 79 minuten voor de Oezbeek Odil Achmedov bij een 1-1 stand. In de 87e minuut maakte hij z'n eerste treffer op het hoogste niveau na goed voorbereidingswerk van Mbark Boussoufa, meteen goed voor de winning goal voor Anzji dat uiteindelijk zo met 2-1 kon winnen.
Hij speelde op huurbasis voor FK Oeral en Krylja Sovetov Samara. Sinds begin 2016 speelt hij in Bulgarije voor Slavia Sofia.

## Interlandcarrière
Serderov haalde indrukwekkende cijfers bij de Russische nationale jeugdelftallen. Bij Rusland -15,-16,-17 en -18 heeft hij in totaal reeds 40 doelpunten gescoord in 37 wedstrijden.